# Oxyaena
Oxyaena es un género extinto de mamíferos placentarios del orden de los creodontos, que vivió durante el Paleoceno superior y Eoceno medio en América del Norte y, posiblemente, Europa.
Con un cierto parecido a un grueso gato o a un glotón, con un cuerpo robusto y patas cortas, Oxyaena era uno de los depredadores más temibles de su época. Vivía en las llanuras y los bosques de América del Norte (la mayoría de los especímenes han sido encontrados en Colorado) cazando pequeños animales como el Hyracotherium. Medía alrededor de 1 m de longitud, sin contar la cola. El cráneo, corto y rechoncho, poseía la dentadura típica de los animales carnívoros, con grandes colmillos puntiagudos y molares cortantes. Contrariamente a los auténticos gatos era plantígrado y caminaba apoyándose en toda la superficie de sus pies; sus patas pues no aseguraban una carrera particularmente eficaz, es por ese motivo que se cree que el animal tendía emboscadas a sus presas para cazarlas.
El Oxyaena, aunque relativamente similar a los carnívoros actuales, pertenece al orden Creodonta, que muchos paleontólogos reconocen como los antepasados de los auténticos carnívoros. Se distinguen numerosas especies, pero la más conocida es Oxyaena lupina que vivía en Estados Unidos durante el Eoceno inferior.
Las especies del Paleoceno y las especies más primitivas de Oxyaena son incluidas a menudo en el género Dipsalidictis, aunque muchos especialistas sostienen que ambos géneros son idénticos.